# Zuidersingel 57-59 (Assen)
Het woonhuis aan de Zuidersingel 57-59 in de Nederlandse stad Assen is een monument.

## Beschrijving
Het huis werd in de 19e eeuw gebouwd en na een verbouwing in 1911 gesplitst. Het is van het Asser type, een benaming die in de stad wordt gegeven aan verdiepingsloze woonhuizen met een verhoogde middenpartij. In andere regio's wordt dit type ook wel middenganghuis genoemd. 
Het pand is opgetrokken in baksteen, heeft een geprofileerde daklijst en een met pannen gedekt schilddak. De symmetrische voorgevel is vijf traveeën breed, met een centrale entree en een drie traveeën brede verhoogde middenpartij met dakkapel.

## Waardering
Het pand is een gemeentelijk monument.